# Phymasterna
Phymasterna är ett släkte av skalbaggar. Phymasterna ingår i familjen långhorningar.
Kladogram enligt Catalogue of Life:
| Phymasterna | \| \| Phymasterna affinis \| \| \| \| \| \| Phymasterna annulata \| \| \| \| \| \| Phymasterna cyaneoguttata \| \| \| \| \| \| Phymasterna dendrodromia \| \| \| \| \| \| Phymasterna gracilis \| \| \| \| \| \| Phymasterna lacteoguttata \| \| \| \| \| \| Phymasterna maculifrons \| \| \| \| \| \| Phymasterna ornator \| \| \| \| \| \| Phymasterna rufocastanea \| \| \| \| |
|             | \| \| Phymasterna affinis \| \| \| \| \| \| Phymasterna annulata \| \| \| \| \| \| Phymasterna cyaneoguttata \| \| \| \| \| \| Phymasterna dendrodromia \| \| \| \| \| \| Phymasterna gracilis \| \| \| \| \| \| Phymasterna lacteoguttata \| \| \| \| \| \| Phymasterna maculifrons \| \| \| \| \| \| Phymasterna ornator \| \| \| \| \| \| Phymasterna rufocastanea \| \| \| \| |
|             | Phymasterna affinis |
|             | |
|             | Phymasterna annulata |
|             | |
|             | Phymasterna cyaneoguttata |
|             | |
|             | Phymasterna dendrodromia |
|             | |
|             | Phymasterna gracilis |
|             | |
|             | Phymasterna lacteoguttata |
|             | |
|             | Phymasterna maculifrons |
|             | |
|             | Phymasterna ornator |
|             | |
|             | Phymasterna rufocastanea |
|             | |